# Liste der Länderspiele der arubaischen Futsalnationalmannschaft
Die Futsal-Auswahl von Aruba bestritt im November 2001 ihr einziges Länderspiel gegen die Auswahl Kanadas. Dieses verlor sie seit deutlich. Seitdem trat die Auswahl nicht mehr in Erscheinung.
| Nr. | Datum             | Ergebnis | Gegner | Austragungsort | Anlass             | Bemerkung          |
| --- | ----------------- | -------- | ------ | -------------- | ------------------ | ------------------ |
| 01  | 18. November 2001 | 0:14     | Kanada | Oranjestad     | Freundschaftsspiel | Erstes Länderspiel |